# LG L70
LG L70는 LG전자가 제조/판매하는 보급형 안드로이드 스마트폰으로 LG L시리즈의 하나이다.

## 운영체제/소프트웨어

### 안드로이드 4.4.2 킷캣
L70는 안드로이드 4.4.2 킷캣을 탑재하여 출시했다.

## 특수 기능

### 노크 코드
화면이 꺼진 상태애 설정한 패턴대로 화면을 터치하면 화면이 켜짐과 동시에 잠금도 함께 풀리는 기능이다. G 프로 2에서 처음 공개되었다.

### 플러그 앤 팝
이어폰을 꽂으면 바로 앱을 실행할 수 있도록 상/하단에 팝업되는 기능이다. 음악, 비디오, 유튜브, 전화 등의 앱을 실행할 수 있다.

### 게스트 모드
잠금 패턴을 다르게 해서 두 개의 폰처럼 사용할 수 있는 기능이다. LG G2에서 처음 공개되었다.

## 같이 보기
- LG L